# Fata Morgana (Roman)
Fata Morgana (Originaltitel They Do It with Mirrors) ist der 43. Kriminalroman von Agatha Christie. Er erschien 1952 zuerst in den USA bei Dodd, Mead and Company unter dem Titel Murder with Mirrors und am 17. November desselben Jahres im Vereinigten Königreich im Collins Crime Club unter seinem Originaltitel. Der Scherz Verlag (Bern) veröffentlichte 1958 die deutsche Erstausgabe.
Es ermittelt Miss Marple in ihrem fünften Roman.

## Handlung
Zu Beginn des Romans ist Miss Marple zu Besuch bei ihrer Jugendfreundin Ruth Van Rydock. Miss Marple, Ruth und Ruths Schwester Carrie Louise hatten als junge Mädchen gemeinsam ein Internat in Florenz besucht. Ruth ging wieder nach Amerika, man hatte sich trotzdem nicht aus den Augen verloren. Carrie Louise lebt mit ihrem Mann Lewis Serrocold auf Stonygates, einem Viktorianischen Anwesen. Dort betreiben sie ein Internat für schwer erziehbare Jugendliche. Ruth berichtet Miss Marple, dass dort irgendetwas nicht stimmt. Sie weiß nicht was, kann aber Miss Marple überzeugen, nach Stonygates zu reisen und nach dem Rechten zu sehen.
Lewis Serrocold ist Carrie Louises dritter Ehemann. Aus ihrer ersten Ehe hat sie eine Tochter, Mildred Strete, ihre einzige leibliche Tochter. Ihr erster Mann war Mr. Gulbrandsen, der sein Vermögen mit Hühneraugenpflastern gemacht hat. Nach seinem Tod hatte er Carrie ein beträchtliches Vermögen und die Stiftung für Stonygates hinterlassen. Aus Gulbrandsens erster Ehe gibt es einen Sohn, der das Erbe seines Vaters und die Stiftung verwaltet. Gulbrandsen war ein großer Philanthrop, der Stonygates in ein modernes Internat umwandelte. Die Leitung hat nun Carries dritter Ehemann. Die schwer erziehbaren Jugendlichen bewegen sich am Tage völlig frei auf dem Gelände, werden unterrichtet, verrichten einfache Aufgaben und erhalten auch eine musische Ausbildung und spielen so auch Theater.
Neben Mildred hatte Carrie auch eine adoptierte Tochter, Pippa, die bei der Geburt ihrer eigenen Tochter Gina starb. Alle leben nun gemeinsam mit zwei Stiefsöhnen aus Carries zweiter Ehe in Stonygates. Das Haus wird von Juliet Bellever (Spitzname Jolly) geführt.
Auf Stonygates lebt auch Edgar Lawson, ein junger Mann der leicht verrückt wirkt und sowohl an Verfolgungs- als auch an Größenwahn leidet. Er hat sich zum Assistenten von Lewis Serrocold hochgedient. Allen erzählt er, dass er der illegitime Sohn eines berühmten Mannes ist und um sein Erbe gebracht werden soll.
Christian Gulbrandsen ist auf Stonygates und will unbedingt mit Lewis Serrocold sprechen. Nach dem Abendessen verabschiedet er sich vom Tisch, weil er noch einen Brief schreiben will. Miss Marple und alle anderen Gäste sitzen in der großen Halle. Plötzlich geht das Licht aus, weil eine Sicherung herausgesprungen ist. Walter, Ginas Ehemann, geht los, um die Sicherung zu reparieren.
Edgar Lawson stürmt in den dunklen Raum, schreit, dass Lewis Serrocold sein richtiger Vater ist. Edgar und Mr. Serrocold gehen in dessen angrenzendes Arbeitszimmer und verschließen hinter sich die Tür. Jeder in der Halle kann nun den lautstarken Streit zwischen beiden hören. Plötzlich hört man Pistolenschüsse. Als die Tür letztlich geöffnet wird, sieht man, dass Mr. Serrocold überlebt hat und dass die Schüsse mehrere Löcher in den Wänden hinterlassen haben.
Alles scheint gut gegangen zu sein, bis Juliet Bellever nach Christian Gulbrandsen sehen will. Sie findet ihn tot über seine Schreibmaschine gebeugt. Zusammen mit Andeutungen, dass Carrie angeblich vergiftet wird, gerät als erster Alex Restarick unter Verdacht.
Alex und Miss Marple gehen auch in das Theater, dort erklärt Alex viele der Bühnentricks. Unter anderem einen, bei dem mit Spiegeln Illusionen erzeugt werden: Sie tun es mit Spiegeln – They do it with mirrors. Damit scheint er aber schon zu viel gesagt zu haben, denn auch er wird bald darauf ermordet.
Miss Marple kann nun aber die Zusammenhänge aufklären. Christian Gulbrandsen war dahintergekommen, dass Lewis Serrocold in großem Umfang Geld aus der Stiftung veruntreut hat. Darüber wollte er mit Lewis sprechen. Um den Anlass dieses Besuches zu tarnen, setzte Lewis das Gerücht mit Carries Vergiftung in die Welt. Während alle in der Halle den Streit mit Edgar, der sein Sohn und Komplize ist, mit dem Talent Stimmen nachzuahmen, hörten, lief Lewis über die Terrasse und erschoss Christian Gulbrandsen. 
Mit diesen Ermittlungen konfrontiert, stürmt Edgar aus dem Haus, rennt über das Gelände und fährt mit einem Boot auf den See. Das Boot ist jedoch undicht und beginnt zu sinken. Lewis springt hinterher und beide ertrinken.

## Personen
- Miss Marple, die Amateurdetektivin
- Carrie Louise, eine Jugendfreundin von Miss Marple
- Ruth van Rydock, ihre Schwester und ebenfalls eine Jugendfreundin von Miss Marple
- Lewis Serrocold, Ehemann von Carrie Louise
- Juliet Bellever, Haushälterin bei den Serrocolds
- Mildred Strete, Tochter von Carrie Louise
- Gina, Enkelin von Carrie Louise
- Walter Hudd, Ehemann von Gina
- Alex Restarick, Stiefsohn von Carrie Louise
- Stephen Restarick, Stiefsohn von Carrie Louise
- Edgar Lawson, ein Zögling des Internates
- Christian Gulbrandsen, Stiefsohn von Carrie Louise
- Inspektor Curry, Polizist
- Dr. Galbraith, der Bischof von Cromer, Freund des Hauses

## Verfilmungen

### Mord mit doppeltem Boden
Die erste Verfilmung des Romans erfolgte 1985 für das Fernsehen mit Helen Hayes als Miss Marple. In weiteren Rollen spielen John Mills als Lewis Serrocold, Bette Davis als Carrie Louise und Tim Roth als Edgar Lawson.

### Miss Marple (Fernsehserie)
Für die Fernsehserie der BBC Miss Marple wurde der Roman erneut verfilmt und am 29. Dezember 1991 zum ersten Mal ausgestrahlt. Die Rolle der Miss Marple spielt Joan Hickson. In weiteren Rollen findet man Jean Simmons als Carrie Louise Serrocold, Joss Ackland als Lewis Serrocold und Faith Brook als Ruth van Rydock.

### Agatha Christie’s Miss Marple
Für die vierte Staffel der britischen Fernsehserie Agatha Christie’s Marple entstand eine Verfilmung mit Julia McKenzie als Miss Marple und Penelope Wilton als Carrie Louise Serrocold, Brian Cox als Lewis Serrocold und Joan Collins als Ruth van Rydock. Die Jugendlichen wurden auf erwachsene Straftäter geändert. Die Erstausstrahlung erfolgte am 1. Januar 2010.

### Mörderische Spiele
Fata Morgana ist der erste Teil (2013) der französischen Fernsehserie Mörderische Spiele. Die Kriminalfälle sind für die Serie in das Frankreich der 1950er- und 60er-Jahre angesetzt worden – darüber hinaus sind die handelnden Personen ausgetauscht worden. So ermittelt auch nicht Miss Marple, sondern Kommissar Swan Laurence, der von der Lokalreporterin Alice Avril und seiner Sekretärin Marlène Leroy unterstützt wird.

### Mörder ahoi!
Einige wenige Elemente des Romans finden sich in dem Spielfilm von 1964 Mörder ahoi! mit Margaret Rutherford als Miss Marple gemeinsam mit einem Tribut an Christies Theaterstück Die Mausefalle. Die Zöglinge wohnen im Film nicht in einem Viktorianischen Landhaus, sondern auf einem Segelschiff, der Battledore. Im Übrigen beruht der Film nicht auf einem Werk von Christie.

## Wichtige Ausgaben
- 1952, Dodd Mead and Company (New York)
- 1952, Collins Crime Club (London)
- 1958, deutsche Erstausgabe Scherz Verlag (Bern)[4]

## Hörbücher
- 2003 Fata Morgana (fünf CDs). Ungekürzte Lesung. Sprecherin: Ursula Illert. Regie: Hans Eckardt. Übersetzung von Rudolf Hermstein: Verlag und Studio für Hörbuchproduktionen (Marburg/Lahn)[5]
- 2003 Fata Morgana (drei CDs). Gekürzte Fassung von Michelene Wandor. Aus dem Englischen von Susanna Daum. Gelesen von Katja Brügger. Regie: Sven Stricker. Autorisierte Lesefassung Der Hörverlag (München)[6]